# Projekt 1256
Projekt 1256 Deckname: Topaz (russisch Топаз, NATO-Bezeichnung:„Andryusha-Klasse“) war eine Klasse von schnellen Minenräumschiffen der Sowjetischen Marine. Die beiden Schiffe der Klasse wurden von der Sowjetunion als Erprobungsträger für eine neue Art von Minenräumschiff für das Küstenvorfeld entwickelt, deren Erprobung aber scheiterte, so dass das Projekt nicht fortgesetzt wurde.

## Beschreibung
Projekt 1256 wurde entwickelt, um am Meeresgrund liegende Seeminen in den flachen Gewässern vor der Küste durch künstlich gesteigerte Geräusch- und Magnetfeldemissionen zur Explosion zu bringen und sich dann den Auswirkungen der Detonation durch eine Kombination aus hoher Geschwindigkeit und einer speziellen Bauweise entziehen.
Entscheidend für diese Idee war zunächst eine leistungsstarke Maschinenanlage. Man baute dazu neben zwei starken M-504A-3-Schiffsdieselmotoren auch eine 20.000 PS M-8NL-Gasturbine ein, so dass Projekt 1256 für einen schnellen Sprint auf bis zu 40 Knoten beschleunigt werden konnte. Zum Erzeugen eines künstlichen Magnetfeldes, das den Sensoren im Magnetzünder einer Grundmine ein großes Zielschiff vortäuschen konnte, wurden zwei große Stahlbügel mit je einer Zylinderspule (Solenoid) vom Heck kommend über das Achterschiff am Brückenaufbau vorbei und aufs Vorschiff geführt. Mit speziell geformten Propellern und anderen Mechanismen wurde die Abstrahlung von Geräuschen künstlich gesteigert, so dass Minen, die mit Mikrofonen auf Lärm von Schiffen reagierten, in einem größeren Radius getäuscht werden sollten.
Um die Gefahr für die Besatzung gering zu halten, sollten die Schiffe im Zielgebiet auch ferngesteuert werden können. Dazu wurde das „Stroy“-Funkfernsteuerungssystem entwickelt, mit dem jedes Schiff gesteuert und die Formation mehrerer Schiffe gehalten werden sollte. Dieses System war der Aufgabe jedoch nicht gewachsen, so dass das Projekt schließlich komplett aufgegeben wurde.
Die Bewaffnung bestand aus einem 30-mm-L/63-AK-306-Flugabwehrturm auf dem Vorschiff vor der Brücke.

## Verbleib
Zwei Schiffe wurden bis 1974 gebaut und bis 1993 ausgemustert.